# Thelodon arcucarinatus
Thelodon arcucarinatus är en stekelart som beskrevs av B.V. Patil och Nikam 1993. Thelodon arcucarinatus ingår i släktet Thelodon och familjen brokparasitsteklar. Inga underarter finns listade i Catalogue of Life.